# Prospero (Protokoll)
Das Prospero-Protokoll stellt auf Basis einer internetweit verteilten Architektur ein vom Benutzer abhängiges Dateisystem zur Verfügung. Clifford Neuman entwickelte es speziell für seine Anforderungen. Das unterliegende Netzwerkprotokoll ist ARDP, darunter ist UDP. Die Kommunikation zwischen Server und Client läuft bei dem Prospero-Protokoll mittels natürlichsprachlicher Kommandos. Dadurch wurden die seinerzeit problematischen unterschiedlichen Codierungen zwischen den verschiedenen Architekturen und Systemen umgangen. Die Kommunikation ist zeilenbasiert, wobei jede Zeile nochmal unterteilt ist in Tokens. Tokens werden durch zwei Leerzeichen oder zwei Tabs voneinander getrennt, Zeilen müssen durch <CR> oder <CR><LF> getrennt werden.